# Venceslau I, duc de Bohèmia
Venceslau I (en txec, Václav) (Praga, ca. 907 - Starà Boleslav, 28 de setembre de 
935) va ser duc de Bohèmia. Canonitzat, és venerat com a sant per l'Església catòlica.

## Vida
Venceslau era fill de Vratislav I, i Drahomíra i va ser educat en el cristianisme per la seva àvia, Ludmila de Bohèmia, tot i que Bohèmia era un territori encara pagà i on el cristianisme tenia poca difusió. Quan va convertir-se en duc de Bohèmia, va donar suport a la nova religió i va cridar missioners d'Alemanya. Va haver de lluitar contra bona part de la noblesa, contrària al cristianisme, entre ells la seva mare Drahomíra i el seu germà Boleslau I.
Aquest va intentar matar-lo diversos cops. El 935 va enviar uns sicaris a fer-ho a Starà Boleslav i Venceslau va ser mort.

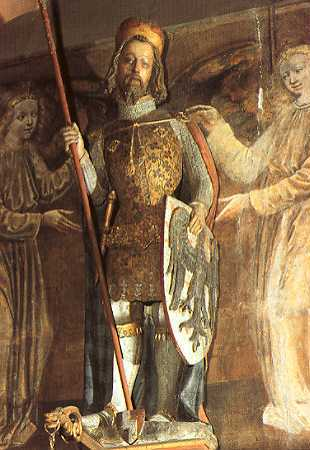
Escultura de Peter Parler, s. XV (Praga, Catedral de S. Vit)
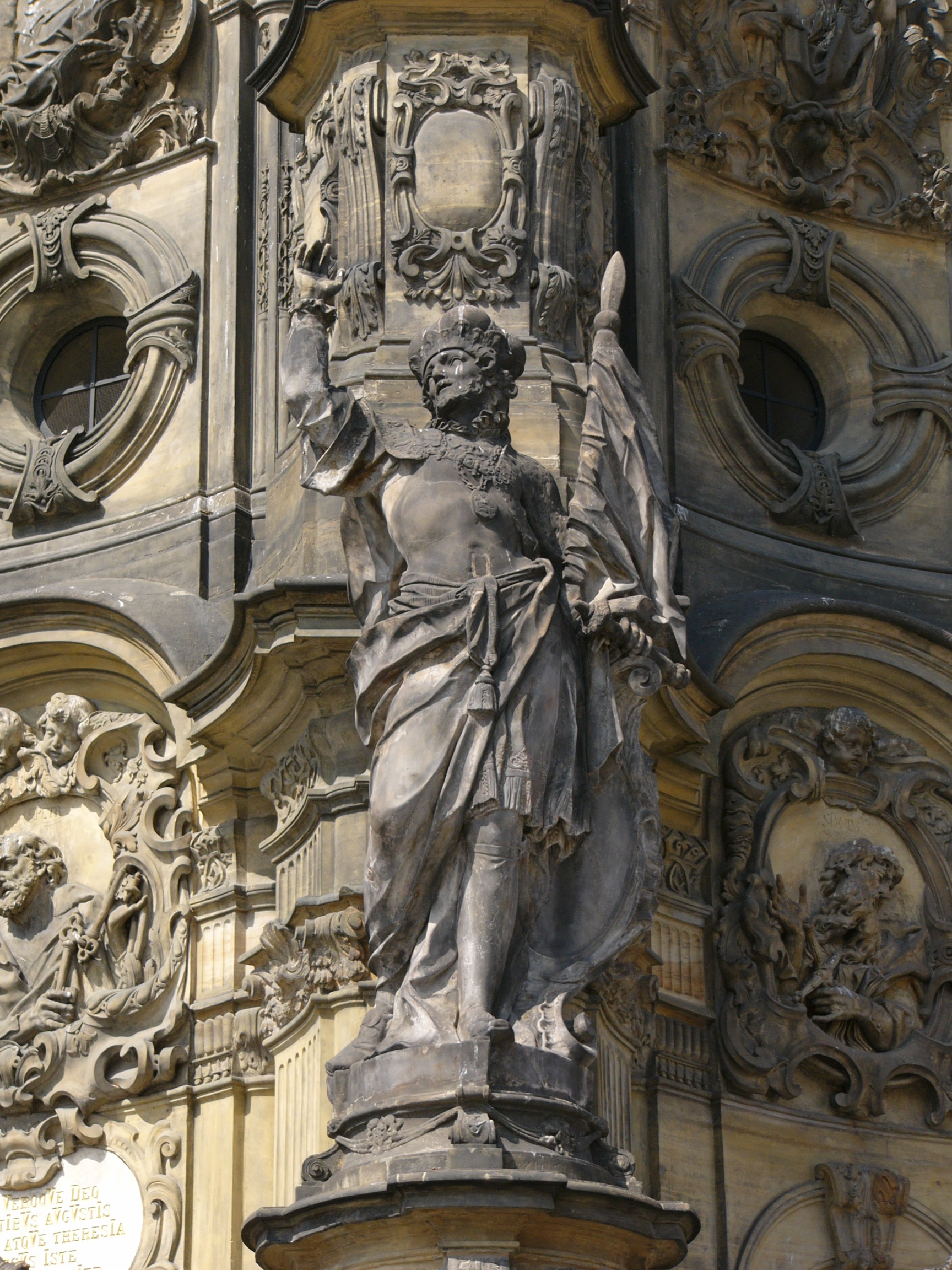
Estàtua a la Columna de la Trinitat d'Olomouc, s. XVIII
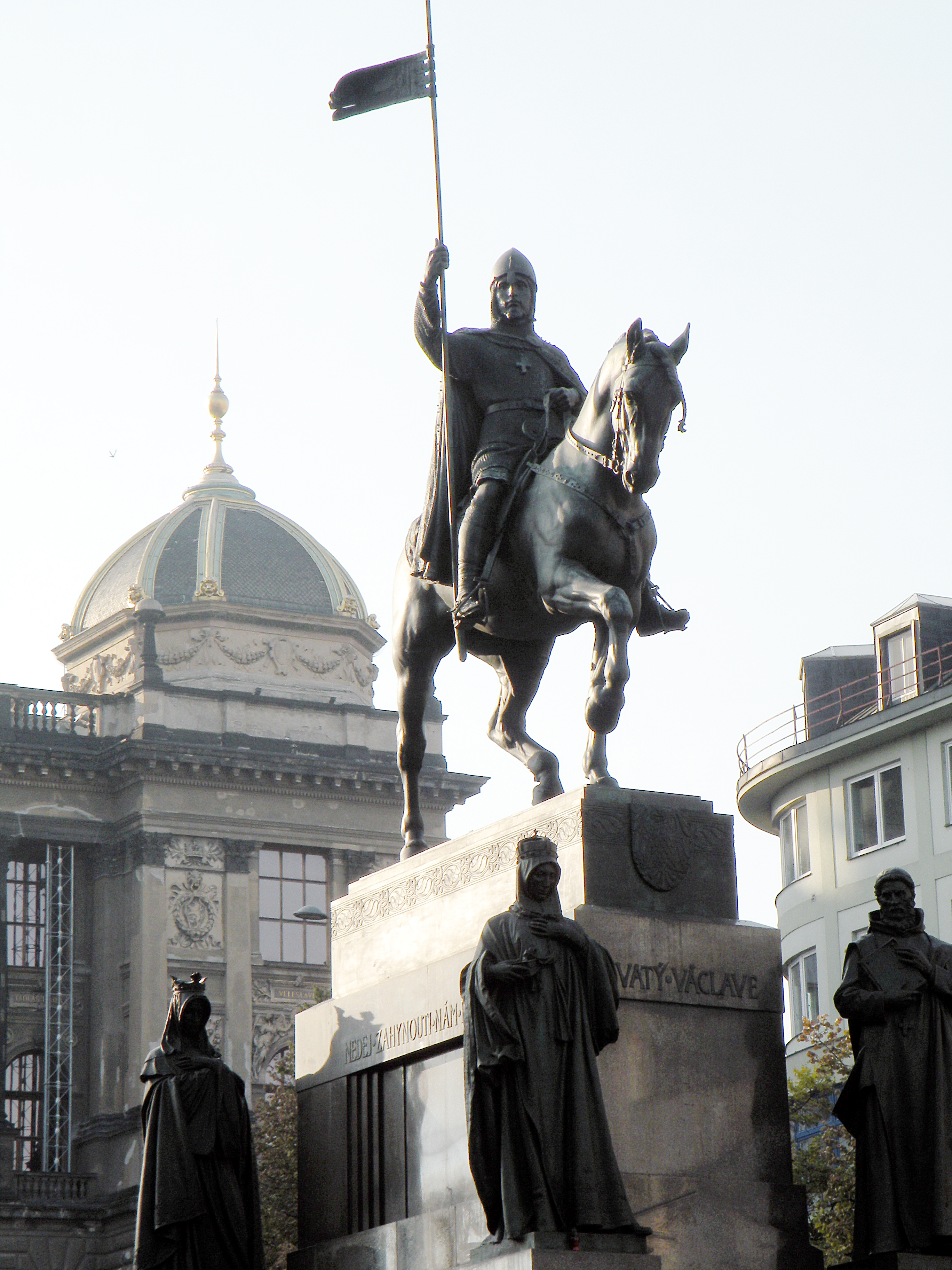
Estàtua eqüestre per Myslbe (Praga, plaça de S. Venceslau)
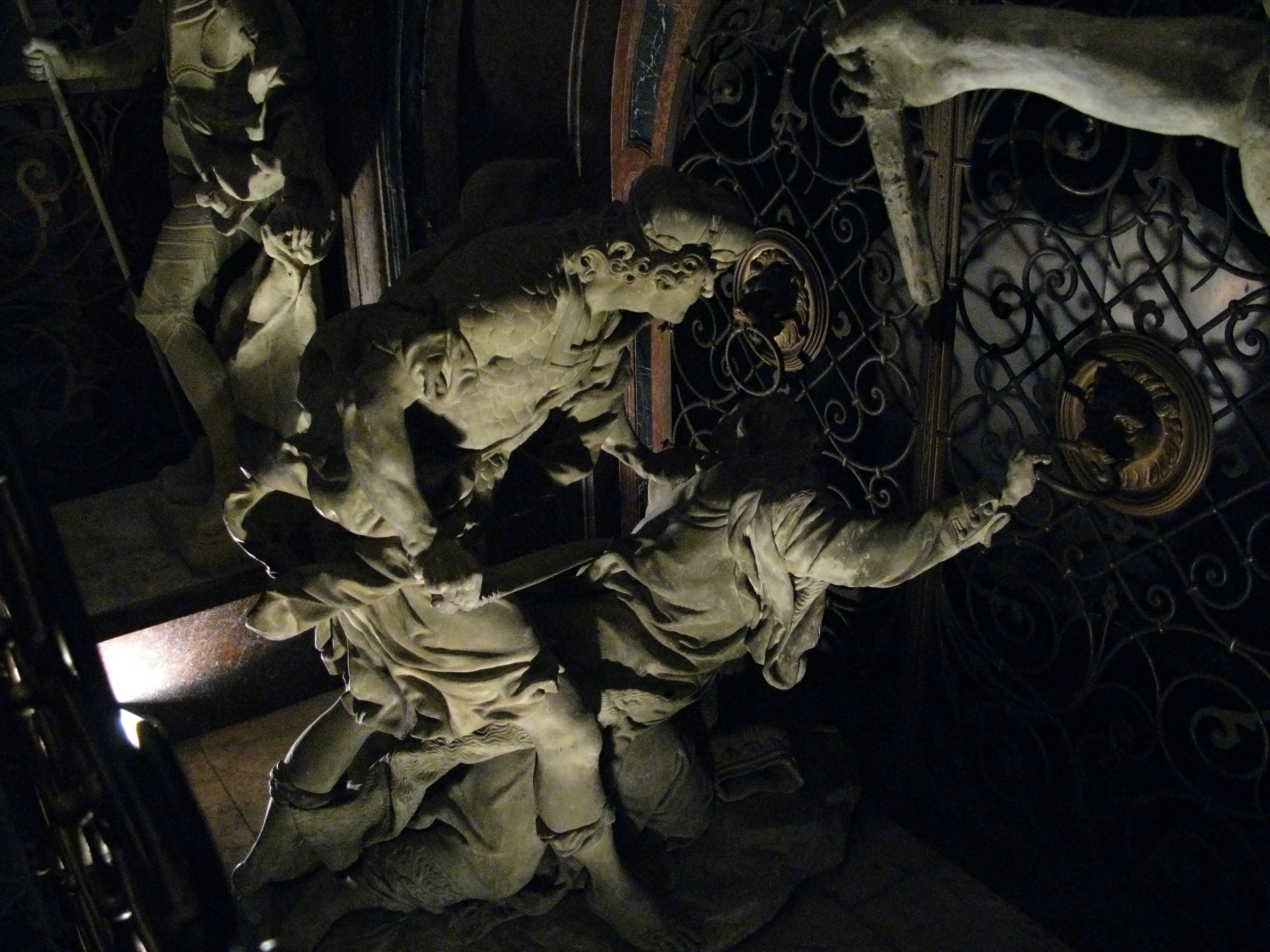
Martiri del rei, a l'església de Stará Boleslav

## Veneració
Una llegenda diu que la sang de Venceslau va quedar fixada al terra de fusta i no va poder treure-se'n mai.
Va ser soterrat a Praga, a la Catedral de Sant Vit, on avui es veneren a la Capella de Sant Venceslau. Des de llavors va començar a ser venerat pel poble.
És el sant patró de la República Txeca, de Bohèmia i d'Eslovàquia.

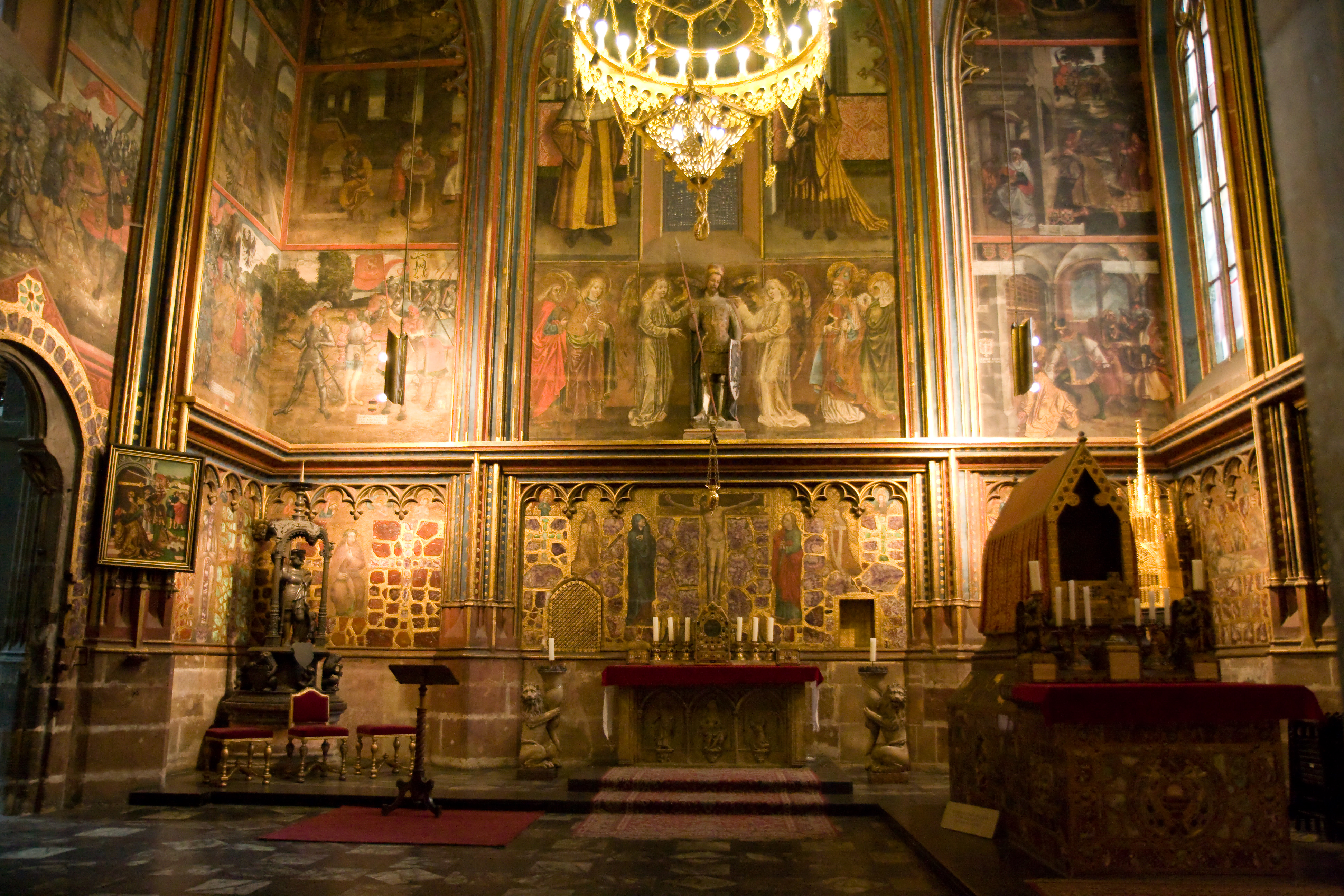
Capella i tomba del sant, a la catedral de Praga
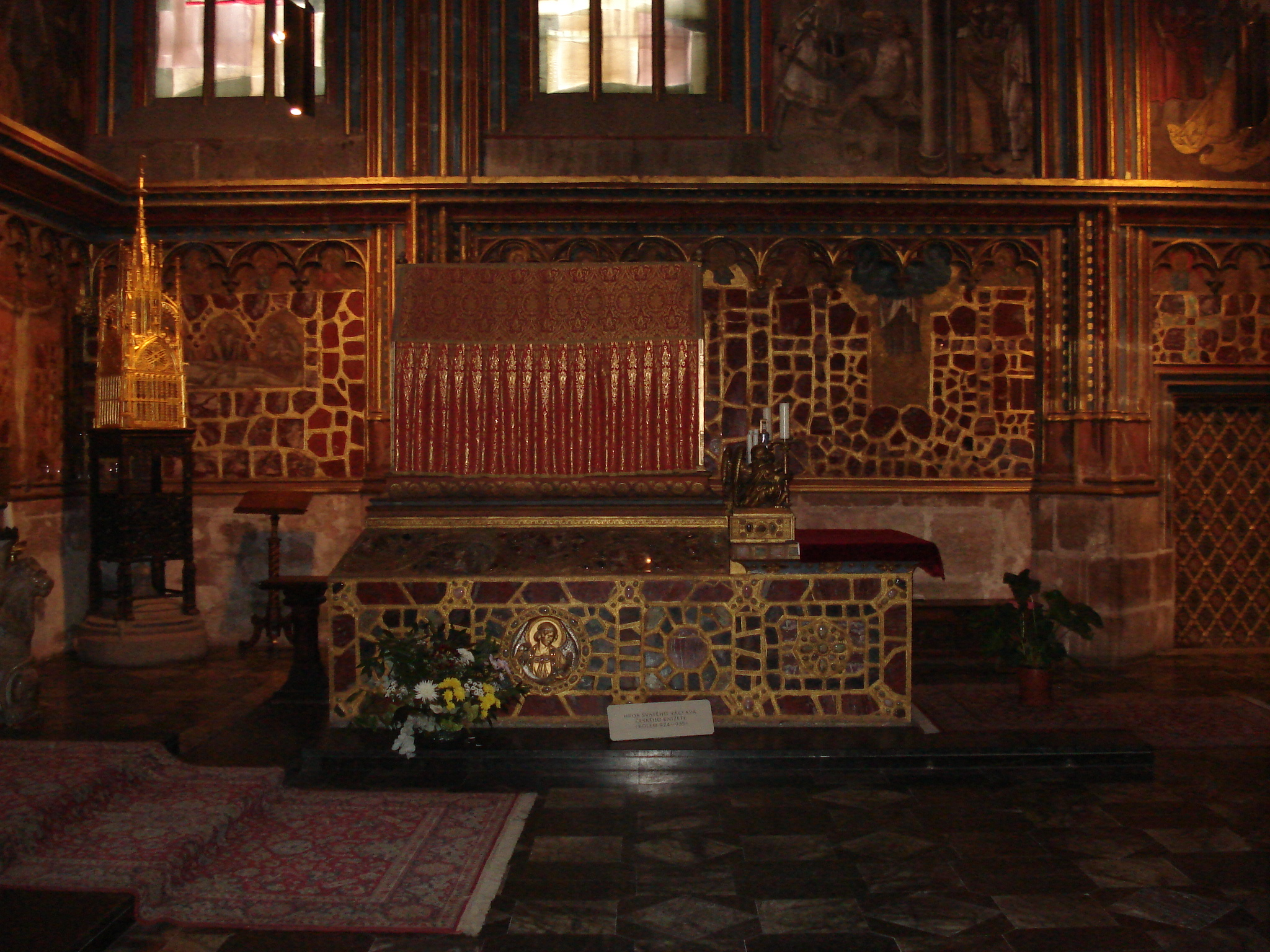
Tomba del rei
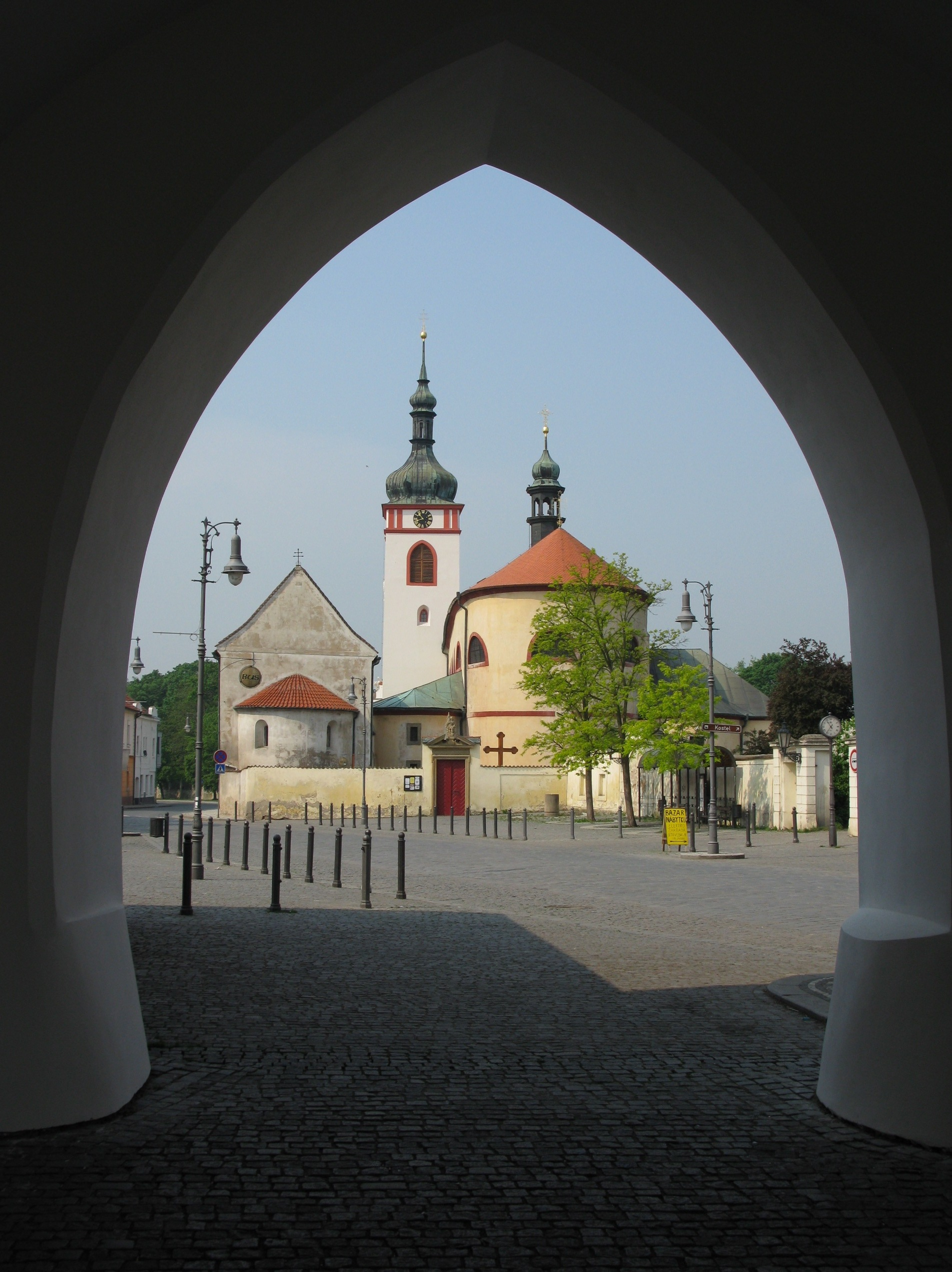
Església del sant, a Stará Boleslav, on va ser assassinat